# کریستا فلاناگان
کریستا فلاناگان (انگلیسی: Crista Flanagan؛ زادهٔ ۲۴ فوریهٔ ۱۹۷۶) یک هنرپیشه اهل ایالات متحده آمریکا است. وی از سال ۲۰۰۳ میلادی تاکنون مشغول فعالیت بوده‌است.

## گزیده فیلمشناسی
از فیلم‌ها یا برنامه‌های تلویزیونی که وی در آن نقش داشته‌است می‌توان به آثار زیر اشاره کرد.
- فیلم حماسی (فیلم) (۲۰۰۷)
- ملاقات با اسپارتی‌ها (۲۰۰۸)
- فیلم فاجعه (۲۰۰۸)
- مکیدن خون‌آشام (۲۰۱۰)
- بخش فوریت‌های پزشکی (مجموعه تلویزیونی) (۲۰۰۳)
- زیاد ذوق‌زده نشو (۲۰۰۵)
- مد من (۲۰۰۹–۲۰۰۷)
- دو دختر ورشکسته (۲۰۱۳)
- سلام خانم‌ه (۲۰۱۳–۲۰۱۴)
- مام (مجموعه تلویزیونی) (۲۰۱۴)